# Neda (kneginja)
Neda (srbsko Неда, latinizirano: Neda) je bila soproga Štefana Vojislava, velikega kneza Duklje, * ni znano, † 1046, Duklja. 
Neda je bila nečakinja bolgarskega carja Samuela in druga žena Štefana Vojislava, s katerim je imela pet sinov: Gojislava, Mihajla, Saganeka, Radoslava in Predimirja. Po moževi smrti leta 1043 je nekaj časa skupaj s svojimi sinovi vladala kneževini Duklji.
Po zapisu v 39. poglavju Letopisa popa Dukljana so po Vojislavovi smrti v Duklji vladali ona in njuni sinovi. Vir jo šteje za kraljico in hkrati poroča, da do njene smrti noben sin ni bil kralj, ampak so bili knezi. Obdobje skupne vladavine je trajalo do leta 1046, ko je Neda umrla. Letopis popa Dukljana v 40. poglavju omenja, da jo je nasledil sin Mihajlo. 